# Střížovice, Plzeň-jih
Střížovice là một làng thuộc huyện Plzeň-jih, vùng Plzeňský, Cộng hòa Séc.